# Ålhults urskog
Ålhults urskog este o arie protejată (arie specială de conservare — SAC, sit de importanță comunitară — SCI, arie de protecție specială avifaunistică — SPA) din Suedia întinsă pe o suprafață de 29,1 ha, integral pe uscat.

## Localizare
Centrul sitului Ålhults urskog este situat la coordonatele 57°50′02″N 16°07′40″E / 57.8338°N 16.1277°E.

## Înființare
Situl Ålhults urskog a fost declarat sit de importanță comunitară în decembrie 1995 pentru a proteja 1 specie de plante și 3 specii de animale. Alte tipuri de protecție:
- arie de protecție specială avifaunistică (în decembrie 1996)[2]
- arie specială de conservare (în martie 2011)[1][3][4]

## Biodiversitate
Situată în ecoregiunea boreală, aria protejată conține 1 habitat natural: Taiga vestică.
La baza desemnării sitului se află mai multe specii protejate:
- plante (1): Buxbaumia viridis
- păsări (3): cocoșul de mesteacăn (Bonasa bonasia), ciocănitoare neagră (Dryocopus martius),  cocoș de munte (Tetrao urogallus)